# 西庇阿鎮區 (印地安納州拉波特縣)
西庇阿鎮區（英語：Scipio Township）是位於美國印地安納州拉波特縣的一個行政鎮區。

## 地方資料
根據2010年美國人口普查的數據，西庇阿鎮區的面積為83.70平方千米，當中陸地面積為83.10平方千米，而水域面積為0.60平方千米。當地共有人口4570人，而人口密度為每平方千米54.6人。